# 乙醇钠
乙醇钠是典型的醇盐之一，具强碱性，化学式为C2H5ONa。乙醇钠可溶于极性溶剂（如乙醇）。

## 制备
它可通过钠与乙醇反应制取：
2 C2H5OH + 2 Na → 2 C2H5ONa + H2
工业上是通过氢氧化钠与乙醇在苯或环己烷存在下加热回流反应制备的：
C2H5OH + NaOH → C2H5ONa + H2O
在上述反应体系中，由于乙醇与苯或环己烷形成共沸物而与水分离。也可使用无水丙酮将体系中的乙醇钠沉淀出来。

## 反应
乙醇钠在空气中由于氧化而迅速变黑。在潮湿环境中，乙醇钠水解生成氢氧化钠和乙醇：
C2H5ONa + H2O → C2H5OH + NaOH
因此，乙醇钠试剂中常常含有少量氢氧化钠。
乙醇钠具有很强的碱性，常用在有机合成中拔去有机物的活泼氢（如克莱森酯缩合反应和丙二酸酯合成），也用于合成农药。乙醇钠既可拔去酯的α氢，使之形成烯醇结构；也可与酯的羰基发生亲核加成反应（称为转酯反应）。在后一种情况下，为了减少副产物的生成，应当使用与原料酯中烷氧基部分相同的醇钠（及醇）来作为反应物。
其他的醇钠则可由乙醇钠经复分解反应制得。
乙醇钠在573 K（300 °C）分解，生成碳酸钠、氢氧化钠、碳及烃类产物。

## 安全
乙醇钠是一种强碱，因而具有腐蚀性。